# Мария Амалия Саксонская
Мария Амалия Саксонская (нем. Maria Amalia von Sachsen; полное имя Мария Амалия Кристина Франциска Ксаверия Флора Вальбурга (нем. Maria Amalia Christina Franziska Xaveria Flora Walburga); 24 ноября 1724, Дрезден — 27 сентября 1760[…], Мадрид) — саксонская принцесса из династии Веттинов. Жена Карла III — королева Испании, Неаполя и Сицилии.

## Биография
Дочь курфюрста саксонского и короля польского Августа III и его жены Марии Йозефы Австрийской. В 1738 году в возрасте 14 лет она вышла замуж за Карла, бывшего тогда королём Неаполя и Сицилии. Несмотря на то, что это был брак по расчету, супруги любили друг друга и имели много детей. Мария-Амалия была образованной женщиной, именно она наладила в Неаполе производство фарфора. Также она курировала строительство королевских дворцов в Казерте и в Портичи.
В 1759 году старший брат её мужа Фердинанд VI умер, не оставив наследников, и Карл и Мария-Амалия стали королём и королевой Испании. В том же году они переехали из Неаполя в Мадрид. Год спустя королева умерла от туберкулёза. Карл был глубоко опечален утратой и более не женился.

## Дети
От их брака родилось тринадцать детей, из которых выжили лишь семь.
1. Мария Изабелла Антония (1740—1742)
2. Мария Хосефа Антония (1742)
3. Мария Изабелла Анна (1743—1749)
4. Мария Хосефа Кармела (1744—1801)
5. Мария Луиза (1745—1792), вышла замуж за императора Священной Римской империи Леопольда II
6. Филипп (1747—1777), герцог Калабрийский, исключен из линии наследования по причине умственной неполноценности
7. Карл IV (1748—1819), король Испании. Жена — Мария-Луиза Пармская, его двоюродная сестра
8. Мария Тереза (1749)
9. Фердинанд I (1751—1825), король Обеих Сицилий. Жена — Мария Каролина Австрийская
10. Габриэль (1752—1788), женат на португальской инфанте Марианне Виктории
11. Анна Мария (1754—1755)
12. Антонио Паскуаль (1755—1817), женат на своей племяннице Марии Амалии, дочери его брата Карла IV
13. Франсиско Хавьер[исп.] (1757—1771)